# Pachychelifer caucasicus
Genre
Espèce
Pachychelifer caucasicus, unique représentant du genre Pachychelifer, est une espèce de pseudoscorpions de la famille des Cheliferidae.

## Distribution
Cette espèce est endémique de Géorgie. Elle se rencontre vers Kobouleti.

## Étymologie
Son nom d'espèce lui a été donné en référence au lieu de sa découverte, le Caucase.

## Publication originale
- Beier, 1962 : Über kaukasische Pseudoskorpione. Annalen des Naturhistorischen Museums in Wien, vol. 64, p. 146-153.